# おがにくうーちゃん
『おがにくうーちゃん』は、胡桃ちのによる日本の4コマ漫画作品。『まんがライフMOMO』（竹書房）にて2009年2月号から2013年12月号まで連載された。

## 概要
肉食系の森ガール、うーちゃんの森の生活を描いた漫画。単行本は全3巻が発売。舞台のイメージは軽井沢の山奥。そこに作者の祖母宅の山と『かもめ食堂』のフィンランドの森などがブレンドされている。うーちゃんのキャラデザインは、『大阪 愛のたたき売り』に登場する「とん吉」を女の子にしてツインテールとリボンを付けたものが元になっている。

## 登場人物

### うーちゃん一家
有無（うな）
通称うーちゃん。肉好きな女の子。行きつけの肉店で「あの肉」などを買っているが、弓矢や石オノで獲物を狩ることもよくある。好きなのは金ちゃんがおみやげで持ってくる焼き鳥と小川肉店のテバテバボーン（手羽中のから揚げ）。
生後間もない頃は東京に住んでいた。
無比（むひ）
うーちゃんの母。通称むーちゃん、ムヒさん。うーちゃんと2人でナチュラルライフを送る。有名店のスイーツが好きで金ちゃんに買って帰るように頼んでいるが、東京に帰るつもりは無い。
金漢（きんかん）
うーちゃんの父。通称金ちゃん。東京に単身赴任していて、月に一度うーちゃん達に会う日々をおくっている。
虫や爬虫類が大嫌い（うーちゃん達と別々に暮らしている一因になっている）。

### 友達
モス
うーちゃんの友達。とがった歯と黒いコートという、ドラキュラ伯爵のような容姿が特徴。血のしたたる生肉と生魚が好物。
コクロー
うーちゃんの友達。うーちゃんとは対照的な草食系男子。

### その他
カトリイヌ
モスの姉で、雑貨屋を経営している。通称カトリー。ムヒとは友人。儲け第一主義で、売っている商品は森でとれた物を原料にしているため元出0。「売り物になるならゴキブリも煮る」とは本人の弁。
小川肉店店主
うーちゃんの行きつけの肉店店主。額に「二九（肉）」の文字がある。かなり儲かっているらしい。

## 森の動植物 その他
カナちゃん・ヤモちゃん
うーちゃんのペットのカナヘビとヤモリ。
ホクロウ
フクロウに似た鳥。名前の通りほくろがある（ほくろの位置は個体により異なる）。主食は麺類で、肉類は体が受け付けない。
うーちゃんに捕まり、「めん吉」と名付けられる。
クリオネモドキ
湖に住む貝類。噛みつく際に触手を出すなどクリオネに似ているが、全くの別物。凶暴（サメを捕る以上のリスクがある）だが味は良く、生でも焼いてもOK。
ピコガエル
森に生息するカエル。名前は「ピコピコ」と言う鳴き声から。
ゴキプリ
モスの部屋に住み着いた虫。行動はゴキブリに似るが、外見はかわいらしい。ゴキブリを食べる益虫。
またたびの木
山の奥に生えている白い花を付ける巨木。名前はまたたびであるが猫はおろか半径15メートル以内の生物であれば微生物でさえもメロメロになる（側の女の子が絶世の美女に見えるという症状まである）。花の香りは極上の肉を焼いているような匂いでムヒ曰く「花見でバーベキュー」。ちょっとしたリーサルウェポン。
ゲゲ草
生ゴミを食べる草。外見はマダツボミの人相が悪くなった様な感じ。
でんこん
森の奥のかげとり沼の沼の水の中でしか取れないれんこんによく似た植物。食用、ただしサイズは約3倍以上。この沼地では陽に当たると影が盗られると言われており、めん吉も被害を受けている。
またたびの木の精
文字通りまたたびの木に住まう精霊。本来の容姿はとてつもない不細工だがまたたびの木が放つ芳香のせいで美女に見える。

## 書誌情報
- 胡桃ちの 『おがにくうーちゃん』竹書房〈バンブーコミックス〉、全3巻
  1. 2010年12月21日初版発行（2010年12月7日発売）、ISBN 978-4-8124-7484-6
  2. 2012年9月10日初版発行（2012年8月27日発売）、ISBN 978-4-8124-7972-8
  3. 2014年1月10日初版発行（2013年12月27日発売）、ISBN 978-4-8124-8491-3